# 集市教堂 (威斯巴登)
集市教堂（德語：Marktkirche）是德國黑森州城市威斯巴登主要的新教教堂。建築風格為新哥特式風格。教堂修建於1853年至1862年期間，完成時是拿騷公國最大的磚建築。

## 外部連結
- 官方网站
- Marktkirche （页面存档备份，存于）

50°4′56″N 8°14′34″E / 50.08222°N 8.24278°E